# Белзское воеводство

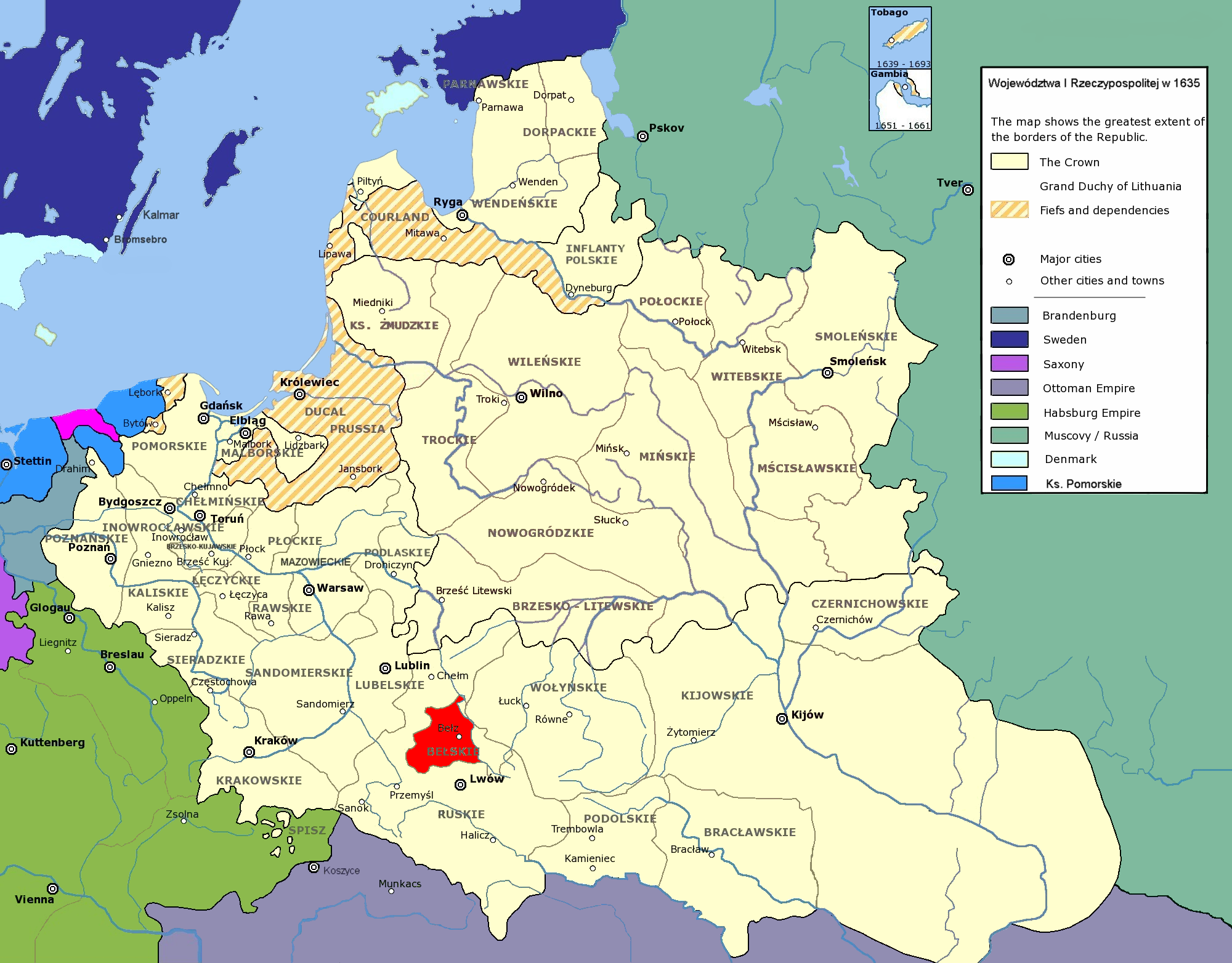
Воеводство на карте Речи Посполитой

Герб

Белзское воеводство — административно-территориальная единица в составе Польши (с 1569 года — Речи Посполитой), созданная в 1462 году, когда территория бывшего Белзского княжества была присоединена к Польше. Административный центр — город Белз.
Воеводство находилось в районе Среднего Побужья, было самым маленьким по площади на украинских землях, которые оказались в составе Польского королевства, и занимало предпоследнее место по количеству населения. Его территория была около 8900 км2.
Состояла из поветов: Белзского, Бужского, Городельского и Грабовецкого. В XVIII веке существовал ещё и Любачевский повет.
После Первого раздела Польши в 1772 году большая часть воеводства отошла к Австрийской империи, в составе Польши осталась небольшая территория с городком Дубенка (сейчас село Дубинки во Львовской области) и соседними деревнями, которая и далее называлась Белзским воеводством. Окончательно ликвидировано в 1793 году.
Воеводство было высокоразвитым регионом, с XVI века в нём началось товарное производство зерна, которое способствовало увеличению эксплуатации селянства, созданию четырёхдневной панщины и обострению социальных разногласий. Важную роль в экономическом развитии региона сыграла судоплавная река Западный Буг, которая была важной торговой артерией.
В XVI—XVII веках воеводство подвергалось периодичным набегам турецко-татарских орд, но по сравнению с другими украинскими землями того времени оно несло намного меньшие убытки. В октябре — начале декабря 1648 года территория воеводства находилась под контролем войск Богдана Хмельницкого (кроме города Белз и монастыря бернардинцев в городе Сокаль). Под командованием Данила Выговского казаки были на Белзщине в октябре—ноябре 1655 года.

## Воеводы белзские
- Станислав Тенчинский (1435—1486)
- Вацлав Неборовский (?—1495)
- Николай Тенчинский (1460—1497)
- Добеслав Бышовский (1432—1500)
- Николай Стадницкий (1453—1503)
- Пётр Мышковский (1454—1505)
- Станислав Кмита (1435—1511)
- Ян Одровонж (1478—1513)
- Спитек III Ярославский (1436—1519)
- Ян Тенчинский (1485—1541)
- Ежи Крупский (1472—1548)
- Анджей Тенчинский (1539—1563)
- Николай Нищицкий (1518—1563)
- Ян Баптист Тенчиньский (1540—1563)
- Николай Сенявский (1489—1569)
- Павел Уханский (1548—1590)
- Ян Фирлей (1515—1574)
- Анджей Дембовский (1506—1580)
- Станислав Влодек (1539—1589)
- Войцех Гижицкий (1552—1597)
- Кшиштоф Нищицкий (1559—1604)
- Адам Стадницкий (1570—1620)
- Рафаил Лещинский (1579—1636)
- Константин Вишневецкий (1564—1641)
- Якуб Собеский (1580—1646)
- Кшиштоф Конецпольский (1584—1660)
- Дмитрий Ежи Вишневецкий (1631—1682)
- Константин Кшиштоф Вишневецкий (1633—1686)
- Ян Казимир Замойский (1658—1692)
- Михаил Стефан Иордан (1662—1725)
- Адам Николай Сенявский (1657—1726)
- Александр Михаил Лащ (1653—1720)
- Стефан Потоцкий (1658—1727)
- Станислав Матеуш Ржевуский (1660—1728)
- Станислав Владислав Потоцкий (ум. 1732)
- Антоний Михаил Потоцкий (ум. 1765)
- Игнацы Цетнер (1728—1800)
- Михаил Ян Борх (1742—1804)
- Теодор Потоцкий (1761—1812)